# Phantoms de Philadelphie
Pour les articles homonymes, voir Phantoms.
Les Phantoms de Philadelphie sont une franchise professionnelle de hockey sur glace de la Ligue américaine de hockey. Ils font partie de la division Est dans l'association de l'Est
L'équipe joue ses matchs au Wachovia Spectrum mais quand ce dernier est occupé pour d'autres évènements, les Phantoms jouent leurs matchs au Wachovia Center.

## Histoire[1]

### Philadelphie et la LAH
Quand la Canadian-American Hockey League (1926-36) et la Ligue internationale de hockey créèrent en 1936 l'International-American Hockey League, le champion de la ligue "Can-Am", les Ramblers de Philadelphie (anciennement Arrows de Philadelphie) devinrent l'une des huit équipes originales de la LAH. (Après deux saisons de tâtonnements, les deux ligues fusionnèrent officiellement le 28 juin 1938 lors d'une réunion à New York. En 1940, la nouvelle ligue fut rebaptisée en Ligue américaine de hockey). En 1941, les Ramblers perdirent leur affiliation avec les Rangers de New York et furent renommés en Rockets de Philadelphie. Cependant, en 1942, cette franchise originale de Philadelphie cessa ses activités. Les deux essais suivants en LAH à Philadelphie ne furent pas plus concluants: les Rockets à nouveau (1946-49) puis les Firebirds (1977-79), équipe transfuge de la NAHL, firent long feu, les Rockets détenant même le record peu reluisant du plus petit nombre de victoires pour une équipe de LAH en une saison (5 victoires, 52 défaites, 7 matchs nuls). Enfin, en 1996, l'équipe des Phantoms reprit le flambeau, et de meilleure manière.
Les Phantoms sont la 3e franchise à avoir appartenu aux Flyers après les As de Québec de 1967 à 1971 et les Mariners du Maine de 1977 à 1983. De 1984 à 1996, les Flyers étaient affiliés aux Bears de Hershey.
Après avoir passé 29 ans (1967-1996) au Wachovia Spectrum, les Flyers déménagèrent vers le CoreStates Center (qui deviendra plus tard le Wachovia Center),  laissant inoccupé l'ancien antre des Flyers. Ne voulant pas démolir un bâtiment qui pouvait encore accueillir des évènements, le propriétaire chercha une équipe à installer dans ces locaux.
Les Flyers apportèrent la solution en achetant en décembre 1995 une franchise LAH qui participerait au championnat dès la saison 1996-1997. Quelques semaines plus tard, le nom de la nouvelle équipe, les Phantoms de Philadelphie fut dévoilé, ainsi que le nom de l'entraîneur, ancien attaquant des Flyers et membre du temple de la renommée, Bill Barber. Barber sera assisté de Mike Stothers, ancien joueur du club lui aussi, avec qui il formait déjà le tandem d'entraîneur des Bears de Hershey.

### Succès rapide
Les Phantoms jouèrent leur premier match de saison régulière le 4 octobre 1996 obtenant leur première victoire en battant les Falcons de Springfield 6-3 à Springfield. Deux jours plus tard, l'équipe fit ses débuts au Spectrum devant une foule de 9166 spectateurs venus assister à la victoire des leurs sur le score de 3-1 contre les Americans de Rochester. Cette première saison vit les Phantoms remporter la saison régulière avec 111 points, 10 points devant les seconds, les Bears de Hershey. Peter White remporta le trophée John-B.-Sollenberger avec 105 points tandis que Vinnie Prospal termina 4e meilleur pointeur avec 95 points en ayant manqué 17 matches.
Après avoir éliminé les Bandits de Baltimore en 3 matchs lors du 1er tour, ils rencontrèrent les Bears. Après avoir perdu la première rencontre sur le score de 3-5, les Phantoms égalisèrent en remportant sur la marque de 7-4 un match qui restera dans les mémoires. En effet, on dénombra pas moins de 350 minutes de pénalité dans ce match (dont 171 pour les Phantoms), 4 exclusions de match, 2 suspensions, un combat de gardiens durant lequel Neil Little, gardien des Phantoms, mis K.O. le gardien remplaçant des Bears Sinuhe Wallinheimo et, fait encore moins fréquent, pendant lequel 5 gardiens de but prirent part au jeu (J.F. Labbe, Wallinheimo et Sylvain Rodrique pour Hershey, Little et Dominic Roussel pour Philadelphie). 
Malheureusement, bien que menant 3 parties à 2, les Phantoms perdirent le 6e match 2-3 lors du 57e tirs des Bears de la soirée! (le but fut inscrit pendant la 3 prolongation) et leur saison pris fin le 14 mai par une défaite 2-3 dans le 7e match de la série contre ceux qui allait devenir plus tard les vainqueurs de la coupe Calder.

### 1998: Première coupe Calder
Comme lors de leur saison inaugurale, les Phantoms terminèrent premiers de la saison régulière 1997-1998 avec 106 points et Peter White ramena à Philadelphie le trophée Sollenberger grâce à 105 points. Durant la saison, les Phantoms jouèrent à guichets fermés 8 fois devant 17380 spectateurs. La fréquentation totale de la saison régulière fut de 472392 personnes et 100000 de plus vinrent s'ajouter en séries éliminatoires.
Lors de le neuvième match à guichet fermé, le 10 juin 1998, les Phantoms battirent les Flames de Saint-Jean 6-1, remportant ainsi leur première coupe Calder. Mike Maneluk remporta le trophée Jack-A.-Butterfield et termina les séries avec 34 points (13 buts et 21 aides). Le capitaine de l'équipe John Stevens, qui avait déjà remporté la coupe avec Hershey en 1988 et Springfield en 1991, célébra la victoire avec ses coéquipiers sur la même glace qui avait vu vingt-quatre ans auparavant les Flyers remporter leur première coupe Stanley.

### 1999: Match des étoiles LAH
Le 24 juin 1999, les Phantoms reçurent le Match des étoiles de la LAH. Cinq joueurs des Phantoms participèrent: Serhiï Klimentiev, Richard Park et Jean-Marc Pelletier pour l'équipe de PlanetUSA, Peter White et Jim Montgomery pour l'équipe canadienne entraînée par Bill Barber et Mike Stothers. Pelletier remporta le trophée du meilleur joueur du match. Pour la petite histoire, l'équipe de PlanetUSA remporta le match 5-4.
Les Phantoms continuèrent de drainer les fans et atteignirent un record de spectateur le 28 février 1999 avec 19532 entrées. Ils terminèrent la saison avec une assistance totale record de 480106, soit 12000 par match.

### Un gardien marque un but en infériorité numérique et en prolongations
Lors de la saison 2003-2004, les Phantoms battirent un record d'équipe avec un 13e blanchissage en saison régulière lors d'un match nul 0-0 le 10 avril 2004. Le lendemain, ils battirent les Bears d'une façon étrange: le gardien Antero Niittymäki fut crédité du but vainqueur dans un filet désert, en prolongation, lors d'une infériorité numérique, faisant de lui le premier gardien de l'histoire de la franchise à inscrire un but. (Les Bears ayant besoin de 2 points lors de tous leurs derniers matchs de saison régulière pour participer aux séries éliminatoires, leur entraîneur, Paul Fixter, fit sortir son gardien lors d'un avantage numérique. Mais les Bears, par maladresse, manquèrent le palet lors d'une passe et celui-ci termina sa course au fond de leurs filets. Niittymäki, qui était le dernier joueur des Phantoms à avoir touché la rondelle, fut crédité du but.) Les Phantoms terminèrent la saison avec 46 victoires et 101 points mais furent éliminés au 2e tour des séries par les Penguins de Wilkes-Barre/Scranton qui avaient terminé la saison régulière 15 points derrière eux.

### 2005: Une deuxième coupe Calder
La saison 2004-2005 vit la coupe Calder revenir à Philadelphie pour la deuxième fois de l'histoire des Phantoms. Après avoir perdu leurs deux premiers matchs de la saison sur la route, ils gagnèrent leur premier match à domicile 5-3 contre les Bulldogs de Hamilton le 22 octobre. Cette victoire fut la première d'une série record de 17 victoires consécutives. Le 15 avril, lors d'une victoire 4-1 contre Hershey, Antero Niittymäki enregistra son 32e gain et battit le record du plus grand nombre de victoires en une saison pour un gardien des Phantoms en battant la marque de son coéquipier Neil Little réalisée en 1996-1997 et 1997-1998. Bien que Niittymäki joua le plus de matchs cette saison-là, le gardien vétéran des Phantoms Neil Little réussit à devenir le 10e gardien de l'histoire de la LAH à atteindre le plateau des 200 victoires lors d'un blanchissage contre les Sound Tigers de Bridgeport le 4 mars. Les Phantoms terminèrent 2e de leur division derrière les Senators de Binghamton emmenés par Jason Spezza.
Bien que déjà une équipe solide en vue des séries éliminatoires, les Phantoms furent renforcés par l'arrivée des deux choix de premier tour du repêchage d'entrée dans la LNH 2003, Jeff Carter des Sault Ste. Marie Greyhounds et Mike Richards des Kitchener Rangers dont les équipes étaient déjà éliminé des séries éliminatoires de la LHO. Carter arriva à temps pour les trois derniers matchs de saison régulière et termina meilleur pointeur des séries avec 23 points (12-11) en 21 matchs. Richards rejoignit l'équipe au deuxième tour des séries et enregistra 15 points (7-8) en 14 matchs.
Les séries des Phantoms débutèrent face aux Admirals de Norfolk, équipe qui les avait battu 6 fois en 10 confrontations de saison régulière. Philadelphie l'emporta par 4 victoires contre 2. La saison LNH ayant été annulée, les Phantoms jouèrent tous leurs matchs de séries dans l'enceinte des Flyers.
Au deuxième tour, ils rencontrèrent les Penguins de Wilkes-Barre/Scranton qui avaient éliminé les Senators de Binghamton au premier tour. Après avoir remporté leurs deux premiers matchs à domicile, les Phantoms revinrent bredouille de leur déplacement chez leurs adversaires et les deux équipes revinrent jouer à Philadelphie pour un des matchs les plus mémorables de l'histoire de la franchise. Menés 1-4 et en milieu de 3e période, les Phantoms inscrivirent 6 buts dans les 10 dernières minutes pour remporter le match 7-4T. Ils se qualifièrent en 6 matchs pour la finale d'association.
Ils battirent les Bruins de Providence par 4 victoires à 2, étendant leur invincibilité sur leur patinoire à 11 matchs de séries.
Avec la victoire sur Providence, les Phantoms se battirent en finale de la coupe Calder pour la première fois depuis 1998 en rencontrant les Wolves de Chicago. Le combat entre les deux équipes promettait d'être un combat entre les deux gardiens finnois Niittymäki et Kari Lehtonen qui, tous deux, avaient eu une saison exemplaire. Le premier match fut joué à Chicago car, bien que les Phantoms aient atteint 103 points en saison régulière, les Wolves en avaient inscrit 105 en n'ayant perdu que 7 matchs à domicile.
Comme prévu, les premiers matchs furent serrés, peu de buts étant encaissés par les deux gardiens. Niittymäki fut peut-être juste un peu meilleur que Lehtonen, enregistrant un blanchissage lors de la victoire 1-0 des Phantoms au cours du premier match. La deuxième rencontre se termina sur le score de 2-1 en double prolongation et la finale revint à Philadelphie pour les matchs suivants. À nouveau, la rencontre se termina sur le score de 2-1 en faveur des Phantoms. Lehtonen n'avait encaissé jusque-là que 5 buts mais Niittymäki n'en avait encaissé que 2. Cette petite différence permettait toutefois aux Phantom de mener 3 victoires à 0 dans une série au meilleur des 7 matchs.
Le 10 juin, une assistance record (en match de séries éliminatoires de LAH) de 20103 spectateurs vint en espérant assister au sacre de son équipe locale à domicile. Les Phantoms ne déçurent pas leurs fans en battant les Wolves 5-2, Ben Stafford (qui prit sa retraite à l'issue) inscrivant le but gagnant la coupe. Niittymäki remporta le trophée Jack-A.-Butterfield.

### Transfert de l'équipe
Pour la saison 2009-2010, les Phantoms dont le Wachovia Spectrum est prévu d'être démoli sont déplacés à Glens Falls dans l'État de New York aux États-Unis. Ils deviennent les Phantoms de l'Adirondack.

## Statistiques
| Saison    | PJ | V  | D  | N  | DP | DTB | BP  | BC  | Pts | Classement        | Séries éliminatoires | Entraîneur                         |
| --------- | -- | -- | -- | -- | -- | --- | --- | --- | --- | ----------------- | -------------------- | ---------------------------------- |
| 1996-1997 | 80 | 49 | 18 | 10 | 3  | -   | 325 | 230 | 111 | 1er, Mid-Atlantic | Éliminés au 2e tour  | Bill Barber                        |
| 1997-1998 | 80 | 47 | 21 | 10 | 2  | -   | 314 | 249 | 106 | 1er, Mid-Atlantic | Vainqueurs           | Bill Barber                        |
| 1998-1999 | 80 | 47 | 22 | 9  | 2  | -   | 272 | 221 | 105 | 1er, Mid-Atlantic | Éliminés au 3e tour  | Bill Barber                        |
| 1999-2000 | 80 | 44 | 30 | 3  | 2  | -   | 281 | 239 | 93  | 3e, Mid-Atlantic  | Éliminés au 1er tour | Bill Barber                        |
| 2000-2001 | 80 | 36 | 34 | 5  | 5  | -   | 246 | 244 | 82  | 4e, Mid-Atlantic  | Éliminés au 2e tour  | John Stevens                       |
| 2001-2002 | 80 | 33 | 27 | 15 | 5  | -   | 206 | 210 | 86  | 3e, South         | Éliminés au 1er tour | John Stevens                       |
| 2002-2003 | 80 | 33 | 33 | 6  | 8  | -   | 198 | 212 | 80  | 4e, South         | Non qualifiés        | John Stevens                       |
| 2003-2004 | 80 | 46 | 25 | 7  | 2  | -   | 216 | 168 | 101 | 1er, East         | Éliminés au 2e tour  | John Stevens                       |
| 2004-2005 | 80 | 48 | 25 | 3  | 4  | -   | 235 | 185 | 103 | 2e, East          | Vainqueurs           | John Stevens                       |
| 2005-2006 | 80 | 34 | 37 | -  | 2  | 7   | 197 | 232 | 77  | Derniers, East    | Non qualifiés        | John Stevens                       |
| 2006-2007 | 80 | 31 | 41 | -  | 2  | 6   | 222 | 271 | 70  | 5e, East          | Non qualifiés        | Craig Berube puis Kjell Samuelsson |
| 2007-2008 | 80 | 46 | 27 | -  | 4  | 3   | 236 | 212 | 99  | 2e, East          | Éliminés au 2e tour  | Kjell Samuelsson                   |
| 2008-2009 | 80 | 43 | 30 | -  | 2  | 5   | 234 | 232 | 93  | 4e, East          | Éliminés au 1er tour | Kjell Samuelsson                   |

## Entraîneurs
Lorsque Bill Barber fut nommé entraîneur adjoint des Flyers en 2000, son adjoint d'alors, John Stevens, qui avait dû interrompre sa carrière de joueur l'année précédente en raison d'une grave blessure à un œil, devint le deuxième entraîneur-chef de l'histoire de la franchise. Stevens, qui fut aussi le premier capitaine de l'histoire de l'équipe, fut rejoint par deux anciens joueurs des Flyers, Kjell Samuelsson et Don Nachbaur. En novembre 2003, Craig Berube, joueur des Flyers lui aussi, signa un contrat de joueur/entraîneur adjoint avec les Phantoms lui permettant de terminer sa carrière professionnelle à Philadelphie. À la fin de la saison, il prit sa retraite et devint entraîneur adjoint à plein temps en remplacement de Nachbaur parti entraîner les Americans de Tri-City en WHL.
Le 28 décembre 2003, peu de temps après l'arrivée de Berube (qui est un des joueurs les plus punis de l'histoire de la LNH avec 3149 minutes de pénalité), les Senators de Binghamton battirent les Phantoms 1-5 dans un match où de nombreux records du club tombèrent: plus grand nombre de pénalités combinés (373 minutes), plus grand nombre de pénalité pour les Phantoms dans un seul match (210 minutes), plus grand nombre de pénalité pour un seul joueur dans un match (Peter Vandermeer, 44 minutes). Après 11 bagarres et 15 exclusions de match, la partie fut interrompue à 8 secondes de la fin faute de combattants: il ne restait plus assez de joueurs dans chaque équipe.
Quand Stevens devint à son tour entraîneur adjoint chez les Flyers à l'issue de la saison 2005-2006, Berube fut promu troisième entraîneur-chef de l'histoire de la franchise. Il ne resta pas longtemps en place puisque rejoignant l'équipe de Stevens quand celui-ci prit le poste d'entraîneur chef des Flyers.
Le 23 octobre 2006, le quatrième entraîneur des Phantoms devint Kjell Samuelsson qui occupa le poste d'entraîneur adjoint pendant six saisons au sein de la franchise. Il fut rejoint par Joe Mullen qui fut son coéquipier à Pittsburgh.
- Bill Barber (1996-2000)
- John Stevens (2000-2006)
- Craig Berube (2006)
- Kjell Samuelsson (depuis 2006)

## Au temple de la renommée
- Bill Barber